# Carl Fredrik Adelcrantz
Pour les articles homonymes, voir Adelcrantz.
Carl Fredrik Adelcrantz, né le 30 janvier 1716 à Stockholm, mort le 1er mars 1796 dans la même ville, est un architecte suédois.

## Biographie
Carl Fredrik Adelcrantz est le fils de Göran Josuæ Adelcrantz, architecte. Son frère Emanuel Adelcrantz (1721–1788) sera vice-président à la cour d'appel de Göta. En 1734, il est étudiant à l'Université d'Uppsala (1734-1738). En 1739, son père meurt et c'est alors seulement qu'il décide d'être architecte. Il est l'élève de Carl Gustav Tessin.  Il voyage dans différents pays et en particulier en Italie et en France (1739-1743). À son retour, il est assistant apprécié de Carl Hårleman, puis de son successeur K.J. Cronstedt. Il est nommé superviseur des bâtiments de la Cour à Stockholm. Il se rend à nouveau, à plusieurs reprises, en France et en Italie. Au cours de ses voyages, il achète des peintures et des sculptures. En 1757, il est surintendant à la Cour, il assure par la suite diverses responsabilités administratives.

## Réalisations
- Le Pavillon chinois de Drottningholm[5]
- Le Théâtre du château de Drottningholm[6]
- Orgues de l'église Marie-Madeleine de Stockholm
- Château de Sturehov
- Château d'Ulriksdal
- Opéra royal de Stockholm
- Palais Adelcrantz
- Église Adolphe-Frédéric
- Confidencen
- Château de Fredrikshov (sv)
- Église de Mustasaari
- Opéra Gustavien (sv)
- Château de Sturehov (sv)
- Château de Svartsjö
- Manoir de Trångsund (sv)
- Église allemande de Göteborg (sv) (clocher)
- Église de Valleberga (sv)
- Église d'Åby (sv)

## Galerie

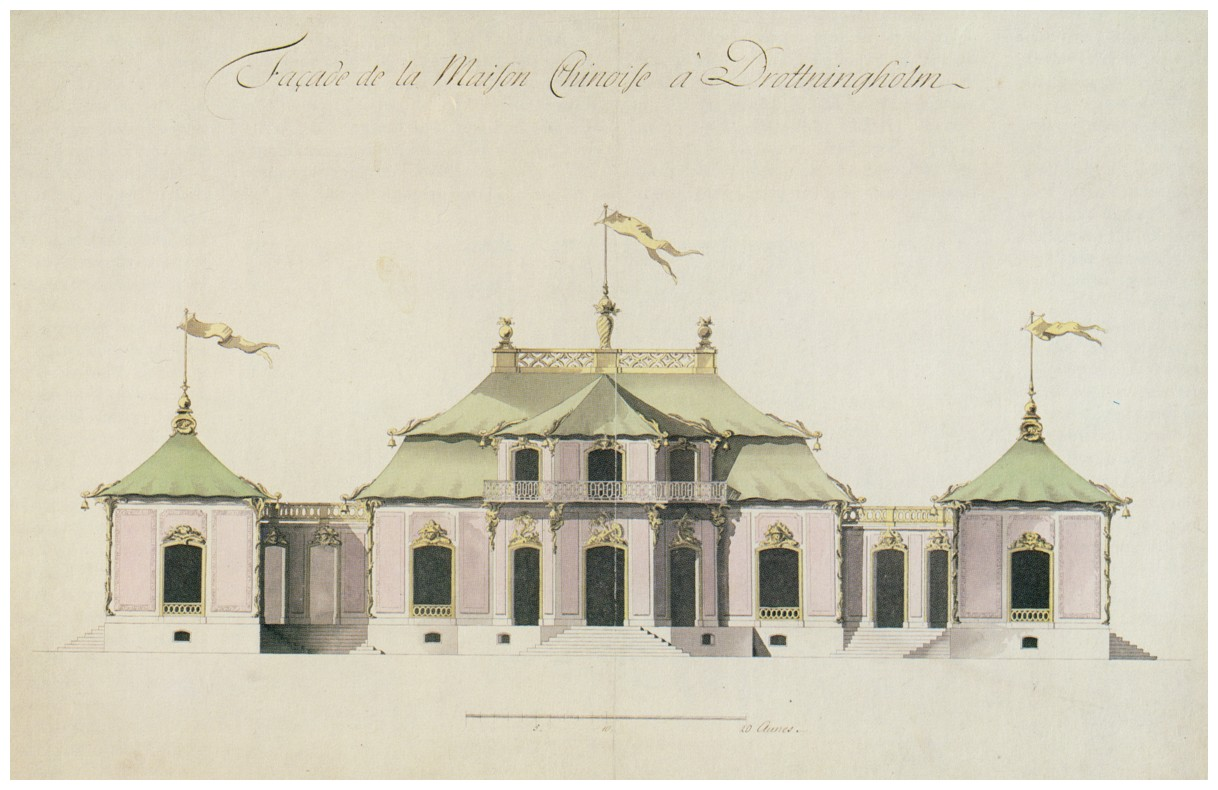
Pavillon chinois (1763)
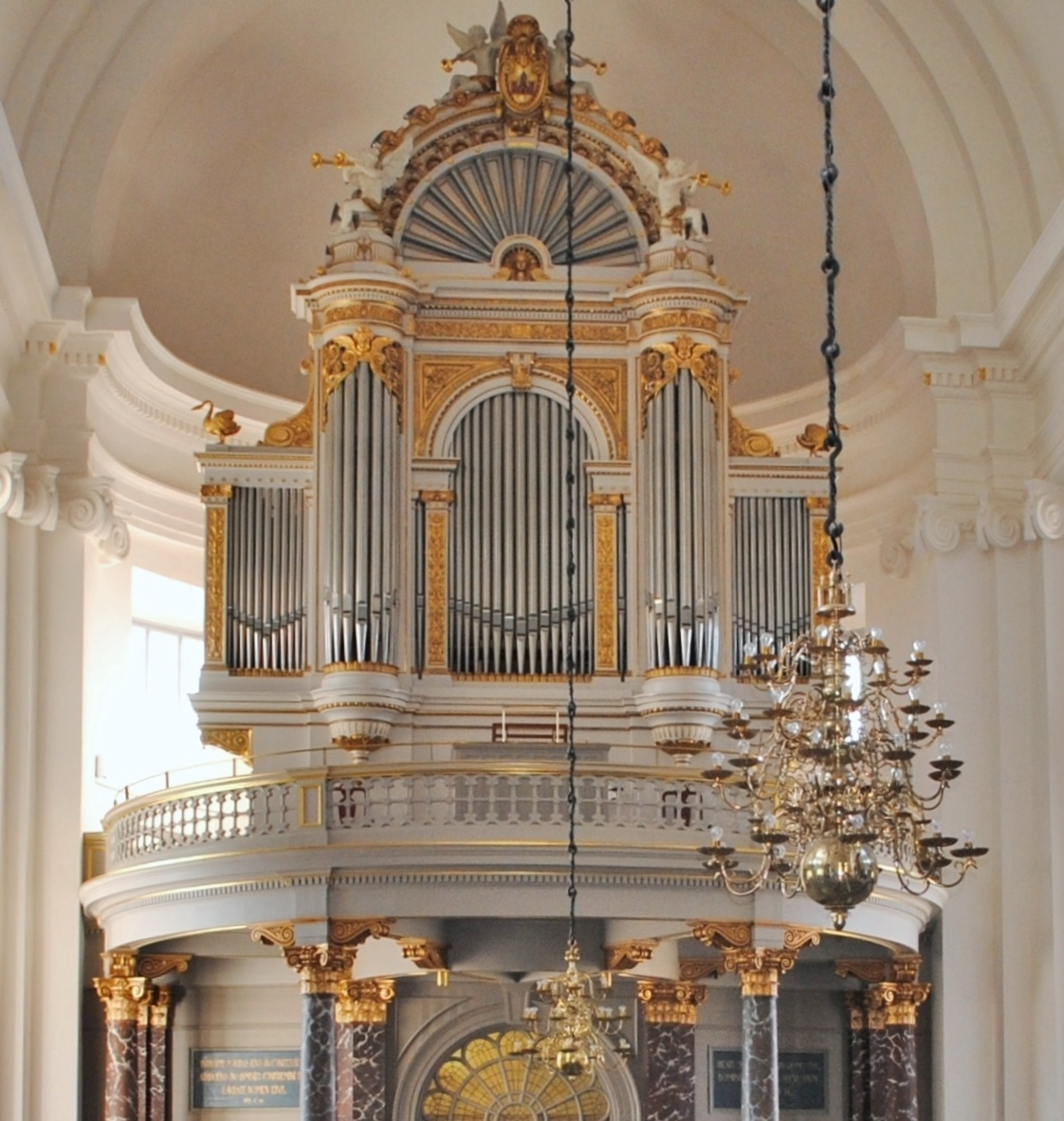
Orgues de l'église Marie-Madeleine de Stockholm
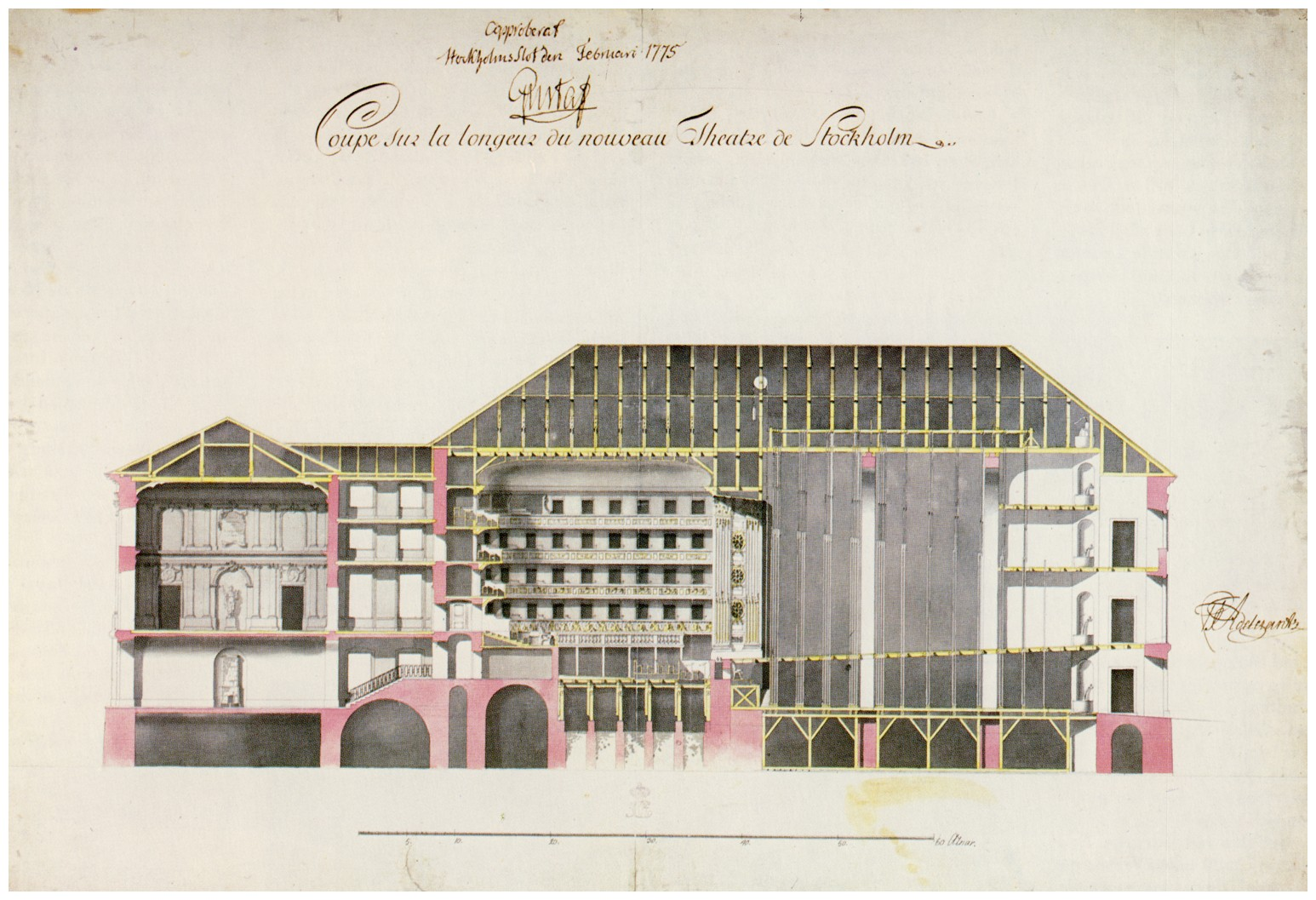
Opéra Gustavien
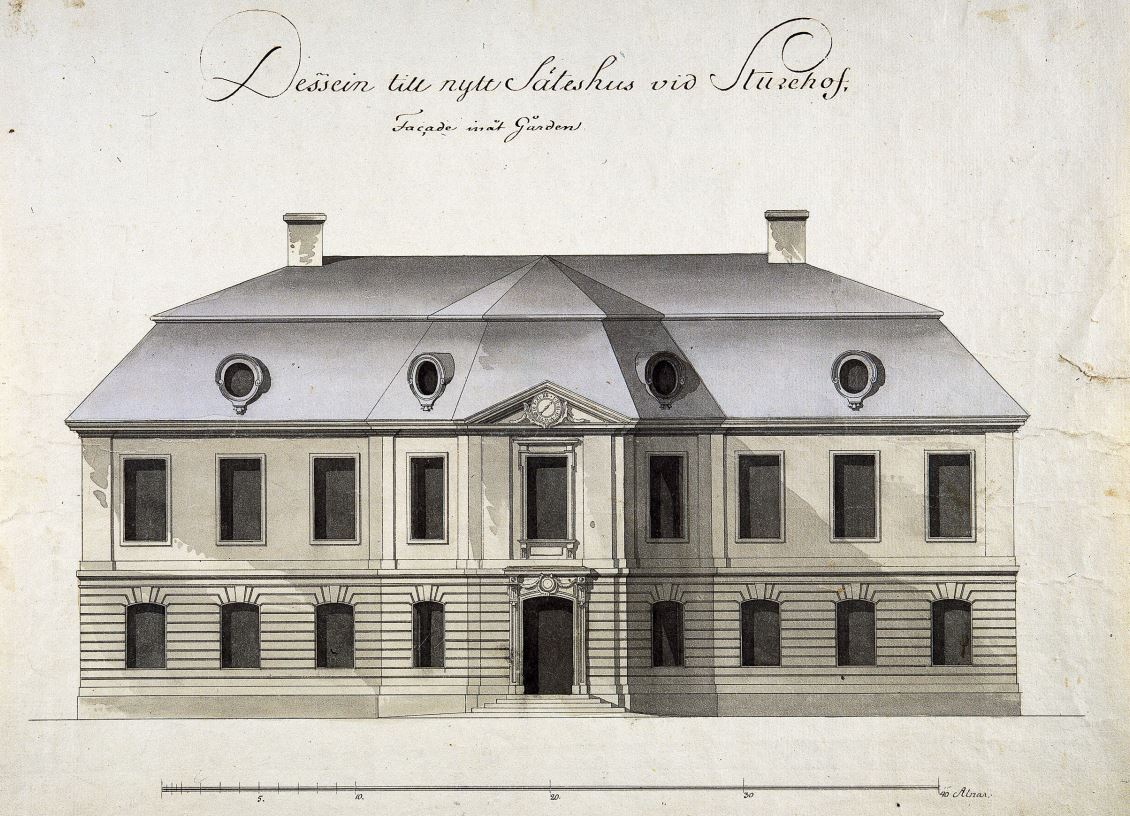
Château de Sturehov

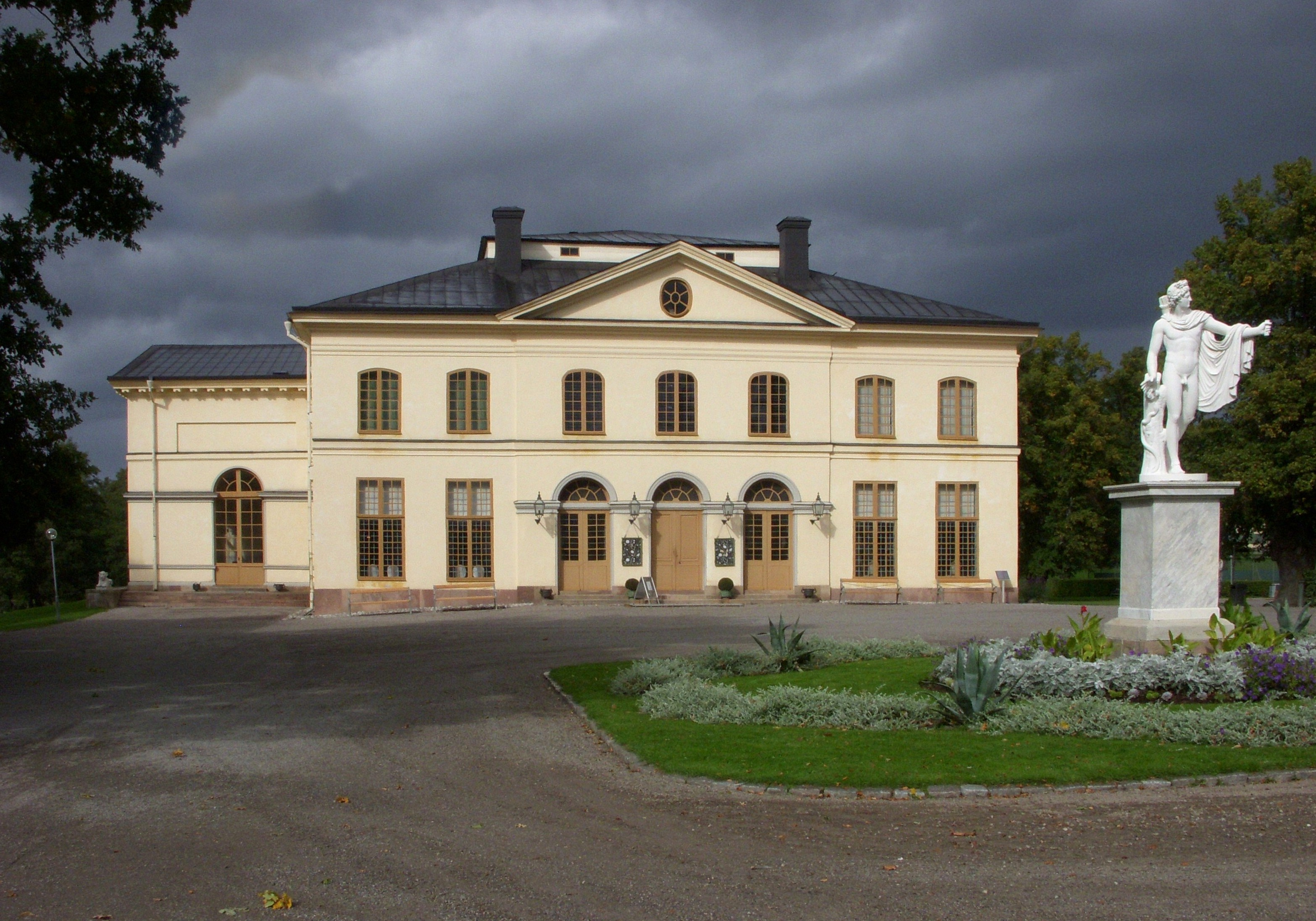
Théâtre du Drottningholm (1766)
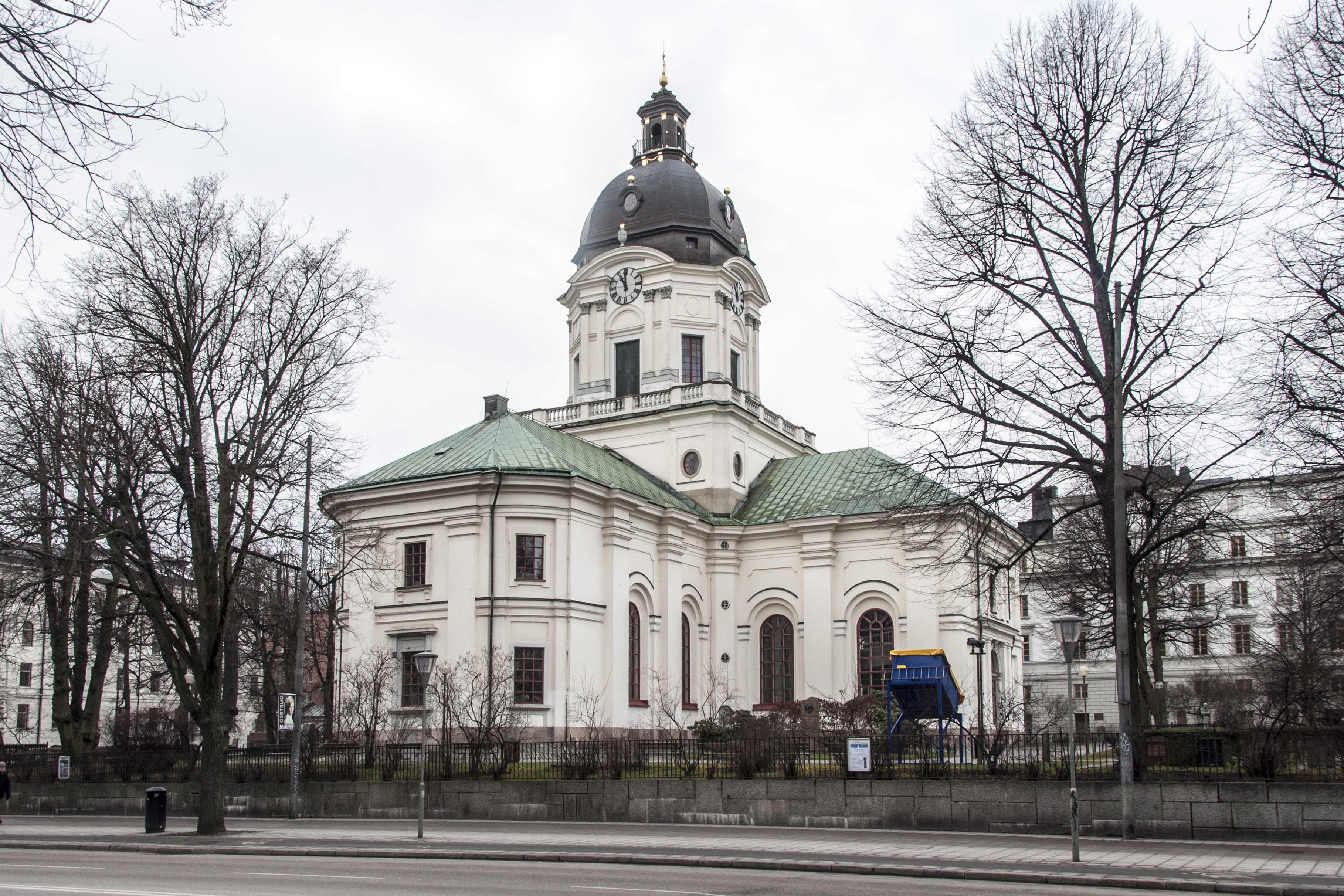
Église Adolf Fredrik
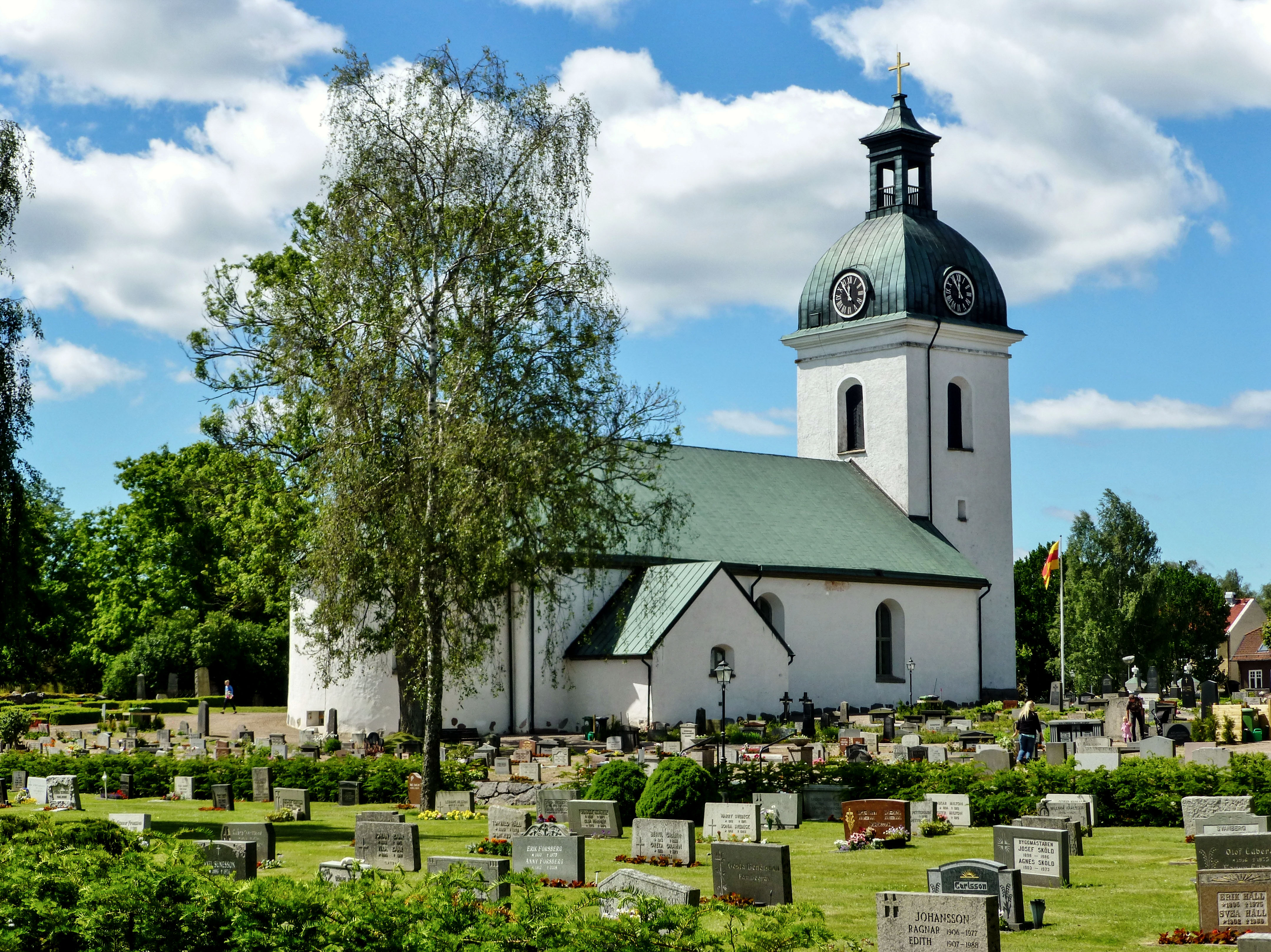
Église d'Åseda